# Hnefatafl

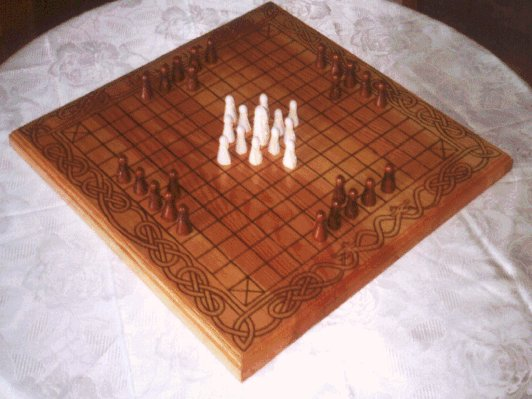
Hnefatafl

Mit Hnefatafl wird ein Brettspiel für zwei Personen aus einer Spielefamilie skandinavischen Ursprungs bezeichnet.
Eine wörtliche Übersetzung des 20. Jahrhunderts ist Königszabel, da hnefi mit Faust oder Königsfigur übersetzt werden kann. Die Übersetzung von tafl ist eindeutiger geklärt. Das lateinische tabula und das nicht aus dem Lateinischen, sondern dem Germanischen entstammende tafl (oder auch das frühneuzeitliche Wort Zabel) werden im Neuhochdeutschen mit dem Wort Tafel übersetzt, das auch in der Gegenwart einen Tisch im Allgemeinen und ein Spielbrett im Besonderen bezeichnen kann. Carl von Linné lernte das heute noch weitverbreitete Regelwerk in Lappland unter dem Namen Tablut (dieselbe Wortherkunft) kennen.
Die sogenannten Tafl-Spiele bezeichnen eine Familie nordeuropäischer Brettspiele, bei denen ein König in der Mitte des Spielfelds steht und sich mit seinen Verteidigern gegen eine Übermacht Angreifer wehren muss. Die Partei des Königs muss die Königsfigur an den Rand oder in die Ecken des Spielfelds bringen, während der Angreifer den König gefangen nehmen muss. Varianten heißen Halatafl (=Fuchs und Gänse), das in der Tradition des römischen Zwölflinienspiels und modernen Backgammon stehenden Kvatrutafl, und das Hnefatafl nah verwandte Fidchell, dessen Regeln nicht überliefert sind.

## Historischer Aufbau und Ziel

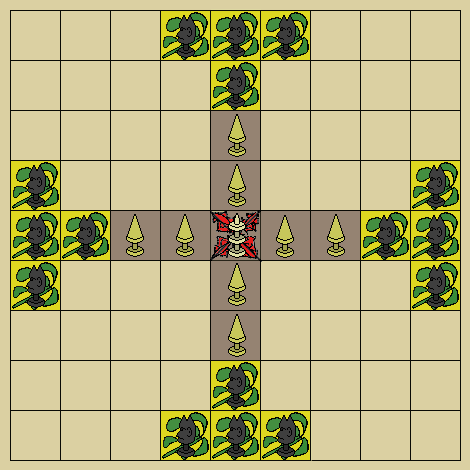
Tablut-Brett

Hnefatafl wird auf einem Spielbrett (Zabel) mit 13 × 13 oder 11 × 11 Feldern gespielt, Tablut auf 9 × 9 Feldern. Das Spielfeld kann aus Holz, für Spiele unterwegs auch aus weichem Leder sein. Der eine Spieler besitzt zwölf weiße Figuren (acht beim Tablut) und einen König, der andere hat 24 schwarze Spielsteine (16 beim Tablut), die wie in der nebenstehenden Abbildung angeordnet werden. Ziel des Spieles ist es, den König gefangen zu nehmen bzw. den König vor der Gefangenschaft durch den Gegner zu bewahren und über die Randfelder in Sicherheit zu bringen. Eine Partei hat auch dann verloren, wenn sie nicht mehr ziehen kann.
Die ursprüngliche Form des Spiels stellt eine Jagdsituation dar, in der die Seite mit weniger Figuren größere Freiheiten genießt und das Recht besitzt, Steine des Gegners gefangen zu nehmen und vom Brett zu nehmen. Die gegnerischen Figuren sind in ihren Bewegungsmöglichkeiten eingeschränkter, aber in ihrer Anzahl stärker. Im Tablutspiel besitzt einer der Spieler 8 blonde schwedische Soldaten und deren König, die größte Figur auf dem Brett, während der Gegner mit 16 dunklen Russen spielt. Das Feld im Zentrum ist deutlich als Konakis oder Thron gekennzeichnet. Nur der schwedische König darf den Konakis besetzen.

## Allgemeine Regeln
Jede Figur bewegt sich nach der Grundaufstellung senkrecht oder waagerecht (aber nicht diagonal) über beliebig viele freie Felder (wie der Turm im Schachspiel). Eine Figur wird gefangen, wenn sie von zwei gegenüberliegenden Seiten durch gegnerische Figuren eingeschlossen wird. Auf diese Weise können auch mehrere Figuren auf einmal gefangen werden. Eine Figur kann jedoch ungestraft zwischen zwei gegnerische Figuren ziehen, ohne dabei gefangen zu werden.
Der König alleine darf das Mittelfeld (Konakis oder auch Thron genannt) betreten. Er ist gefangen, sobald er von vier Gegnern umgeben ist oder von drei Gegnern plus dem Konakis. Gelingt es ihm, je nach Regeln ein beliebiges Feld am Spielfeldrand oder ein Eckfeld zu erreichen, hat er gewonnen.

## Balance
Bei den Tafl-Spielen handelt es sich um asymmetrische Spiele, da beide Spieler unterschiedliche Ziele verfolgen und dabei unterschiedliche Figuren, Figurenanzahl und Startpositionen haben.
Die verschiedenen Tafl-Spiele und Regeln unterscheiden sich stark in ihrer Balance. So ist es in einigen Spielen möglich, dass Schwarz oder Weiß einen großen Vorteil hat. Andere Spiele und Varianten haben sich dagegen als ausgeglichener herausgestellt.
Die Balance hängt außerdem von der Spielerfahrung der jeweiligen Spieler ab. So empfinden es Anfänger oftmals als einfacher, die Königsseite zu spielen.
Aus diesen Gründen ist es üblich jeweils zwei Spiele mit wechselnden Seiten zu spielen.

## Fetlar Hnefatafl
Diese Version des Spiels wurde nach der Insel Fetlar benannt, auf der "The Fetlar World Quickplay Hnefatafl Championship" stattfindet, und ist als relativ ausgeglichen anerkannt.

### Aufstellung
- Fetlar Hnefatafl wird auf einem 11×11-Feld gespielt.
- Weiß erhält 12 normale Figuren und einen König, die in der Mitte des Spielfeldes aufgestellt werden.
- Schwarz erhält 24 Figuren, die zu je 6 Figuren an den Spielfeldrändern aufgestellt werden.

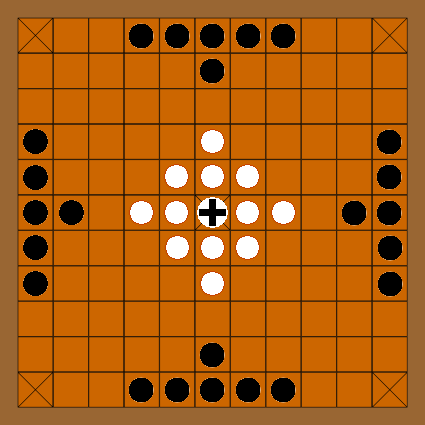
Grundaufstellung

- Grundaufstellung

### Das Ziel
- Weiß gewinnt, wenn der König eines der vier Eckfelder betritt.
- Schwarz gewinnt mit der Gefangennahme des Königs.

### Spielbeginn
- Schwarz darf als erstes ziehen.

### Ziehen
- Alle Figuren können senkrecht oder waagerecht beliebig viele freie Felder in eine Richtung gezogen werden (wie der Turm im Schachspiel).
- Thron und Eckfelder dürfen nur vom König betreten werden. Über einen leeren Thron können jedoch alle Figuren hinweg ziehen.

### Gefangennehmen
- Eine Figur wird gefangen, wenn sie aktiv von zwei gegenüberliegenden Seiten durch gegnerische Figuren eingeschlossen wird. Eine gefangene Figur wird sofort vom Spielplan entfernt.
- Eine Figur kann jedoch ungestraft zwischen zwei gegnerische Figuren ziehen, ohne dabei gefangen zu werden.
- Der König ist gefangen, sobald er von vier Gegnern eingekreist ist. Wenn er direkt neben dem Thron steht, muss er nur von drei Gegnern umzingelt werden. Auf einem Randfeld kann der König somit nicht gefangen genommen werden.
- Falls der König von einem weiteren Stein geschützt wird, ist es möglich, beide gefangen zu nehmen, wenn sowohl der König als auch der andere weiße Stein komplett umstellt sind.[1] Diese Regel ist jedoch nicht überall anerkannt.[2]
- Eine Figur kann außerdem gefangen genommen werden, wenn sie von einem der vier Eckfelder und einer gegnerischen Figur oder dem leeren Thron und einer generischen Figur auf der gegenüberliegenden Seite aktiv eingeschlossen wird.
- Es ist ebenfalls möglich, mehrere gegnerische Figuren auf einmal zu schlagen, wenn eigene und gegnerische Steine abwechselnd in einer Reihe positioniert sind. Der letzte eigene Stein vervollständigt dabei die Reihe.[1]

Einfaches Schlagen gegnerischer Steine
Zwischen zwei stehende Gegner ziehen
Einfaches Schlagen des Königs
Den König am Thron schlagen
Den König und einen beschützenden Stein schlagen (Spielvariation)
Mehrere Steine gleichzeitig schlagen

### Unentschieden
Das Spiel ist unentschieden:
- wenn beide Spieler ein Unentschieden vereinbaren,
- wenn ein Spieler keine Zugmöglichkeit mehr hat,
- bei dreifacher Stellungswiederholung.

### Strategie

#### Weiß
Weiß sollte versuchen, möglichst schnell Einfluss auf eine oder mehrere Ecken zu gewinnen. Dies kann bedeuten, entweder eigene Figuren in die ecknahen Felder zu ziehen, um eine Blockade der Ecke von Schwarz zu verhindern oder die Bewegungsmöglichkeiten von Schwarz einzuschränken. Es kann außerdem sinnvoll sein, den König möglichst schnell zu befreien, um ihn einsatzbereit zu haben und den Druck zu erhöhen. Da es bei einem vorzeitigen Angriff des Königs häufig passiert, dass er in einer oder zwischen zwei Ecken festgesetzt wird, ist dies nicht unbedingt gut, kann jedoch auch zu einem schnellen Sieg führen oder den Gegner signifikant schwächen. Ein häufiger Anfängerfehler ist, sich zu sehr auf das Gefangennehmen gegnerischer Figuren und das Schützen eigener zu konzentrieren. Dabei kann ein Opfer oder Verzicht auf eine Gefangennahme wichtige Stellungsvorteile mit sich bringen und dem König bei seiner Flucht mehr von Nutzen sein.

#### Schwarz
Schwarz sollte primär versuchen, die Ecken des Spielfeldes für Weiß unzugänglich zu machen. Hierfür werden mindestens drei Figuren je Ecke benötigt. Von vielen Spielern wird deswegen empfohlen, den König am Anfang nicht anzugreifen, sondern lediglich seine Bewegung einzuschränken, bis die Ecken gesichert sind. Dabei kann es wichtig sein, die vom Rand aus dritte Felderreihe zu blockieren, da diese eine am Spielbeginn freie Linie darstellt, auf der sich Weiß sonst ungehemmt bewegen kann und dessen Randfelder wichtige Schlüsselpunkte für eine effiziente Blockade der Ecke darstellen. Ein häufiger Anfängerfehler ist auch hier, sich zu sehr auf das Gefangennehmen gegnerischer Figuren zu konzentrieren, anstatt die Ecken zu sichern. Sobald diese gesichert sind, kann Schwarz durch gezieltes Vorrücken in einer geschlossenen Reihe die gegnerischen Figuren einkreisen.

## Copenhagen Hnefatafl
Eine weiterentwickelte, von der World Tafl Federation verwendete, Variante ist das Copenhagen Hnefatafl. Dabei werden Remis-Stellungen vermieden. Gegenüber dem Fetlar Hnefatafl kommen folgende Regeln hinzu:
- Shieldwall capture: Eine Kette am Spielfeldrand stehender Steine kann geschlagen werden, indem sie zunächst von der anderen Seite und dann an den beiden Enden eingeschlossen wird. Die Ecken dürfen hierbei wieder verwendet werden. Befindet sich der König in solch einer geschlagenen Kette, so bleibt er als einziger unversehrt.
- Edge fort: Sollte der König sich am Spielfeldrand befinden, noch ziehen, aber nicht mehr geschlagen werden können, gewinnt Weiß.
- Encirclement: Sollten alle weißen Steine komplett von Schwarzen eingekreist sein (weiße Steine können den Spielfeldrand nicht mehr erreichen), gewinnt Schwarz.
- Stellungswiederholungen sind verboten. Sollte Weiß die Stellung seiner Steine dreimal wiederholen, ohne einen Stein zu schlagen, gewinnt Schwarz.

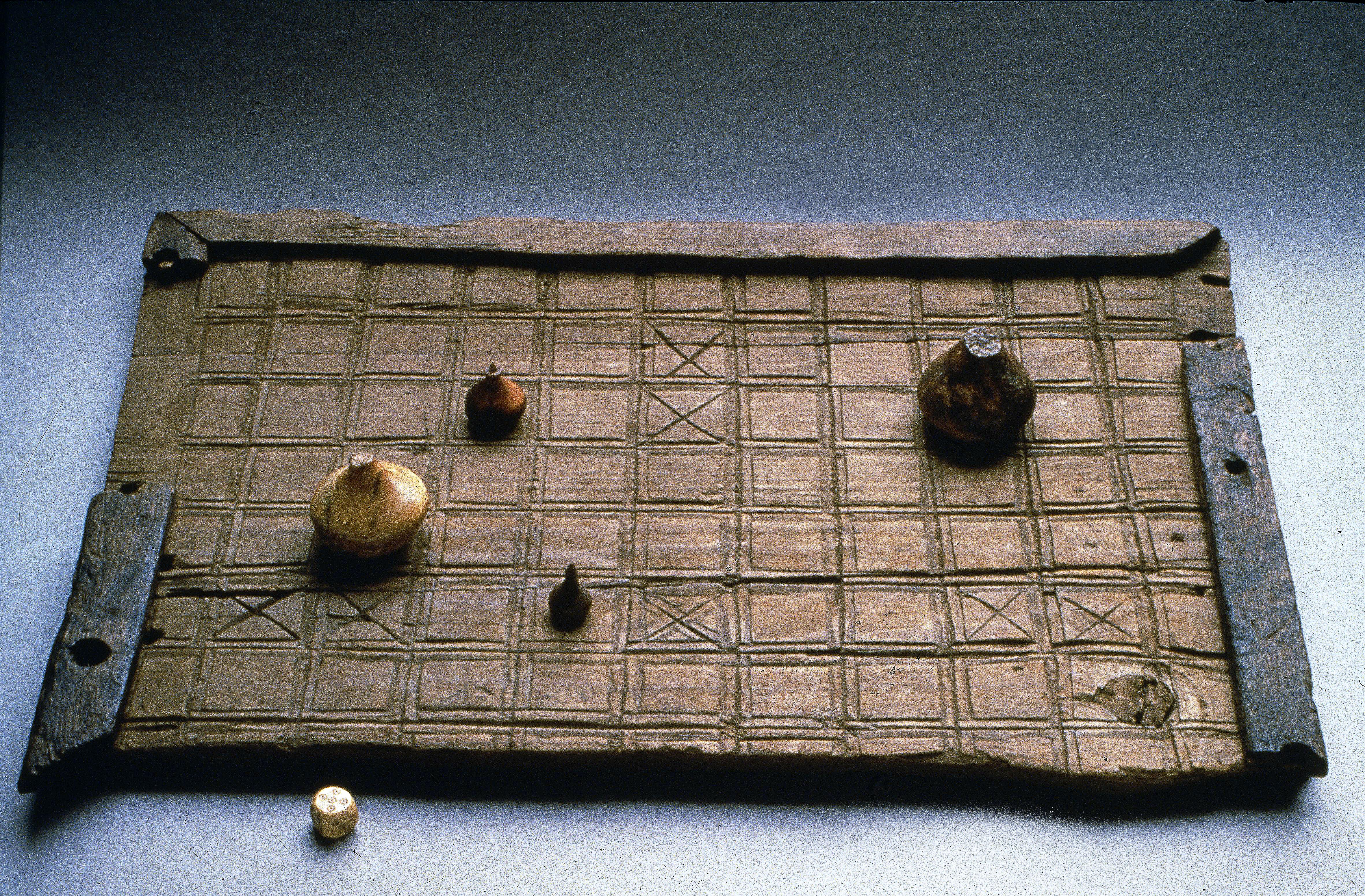
Hneftafl-Brett aus Trondheim

Dieses Hneftafl-Brett stammt aus dem 12. Jahrhundert. Es wurde bei Ausgrabungen auf dem Gelände der Stadtbibliothek in den 1980er Jahren unter Müll in einem Hinterhof gefunden. Die abgebildeten Figuren bestehen aus Knochen. Sie stammen aus dem 13. Jahrhundert und wurden an anderen Orten der Stadt gefunden. Die Figuren scheinen in einer Spitze zu enden, die möglicherweise in Löcher im Brett gesteckt wurde, sodass die Figur kopfüber stand und einer Faust ähnelte. Dies ist eine mögliche Erklärung für den Namen, da die Vorsilbe „nef“ in Neftafl Faust bedeutet.

## Geschichte

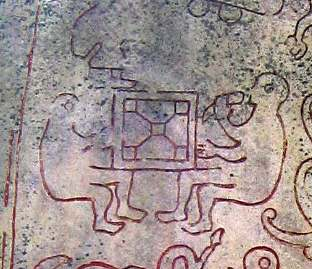
Darstellung brettspielender Menschen auf dem Ockelbo-Stein

Hnefatafl war in der Wikingerzeit, um das 10. Jahrhundert, von Irland bis in die Ukraine verbreitet. Es ist wahrscheinlich, dass Hnefatafl nur im normannischen Kulturkreis bekannt war. Archäologische Funde gibt es vor allem im Ostseeraum, auf den britischen Inseln (auf Orkney auf dem Brough of Deerness 2011 gefunden) und auf Island. Ein hölzernes Brett aus dem 10. Jahrhundert hat man im irischen Ballinderry (County Westmeath) gefunden. Die Anzahl der Felder ist immer ungerade und liegt zwischen 7×7 in Ballinderry und 15×15 bei den Brettern von Gokstad (Norwegen) und Jórvík (England).
Die Regeln einer Variante dieser Spielefamilie, nämlich des Tablut, wurden 1732 von Carl von Linné auf dessen Reisen durch Lappland aufgezeichnet. Vom Tablut stammt auch die letzte bekannte Erwähnung, dass es noch gespielt wird, aus dem Jahr 1884. Weitere Varianten wie beispielsweise tawl-brrd und alea evangelii sind nur in wenigen Schriftstücken beschrieben und darum nur unzureichend rekonstruierbar. Tablut ging wahrscheinlich aus dem Hnefatafl hervor, das in der Wikingerzeit (850–1050) auf 18×18 Feldern mit 24 gegen 48 Soldaten gespielt wurde. Erste Spuren des Hnefataflspiels stammen aus dem Dänemark des 4. Jahrhunderts. Von dort verbreitete es sich mit den Wikingern nach England und mit den Warägern nach Russland und in die Ukraine.
Einzig die Regeln des Tablut-Spieles sind historisch durch die Kontinuität in Lappland überliefert. Die Regeln der genannten Varianten können bestenfalls erschlossen werden. Das Abstract Games Magazine hat untersucht, ob das Tablut-Spiel mit den überlieferten Regeln unfair sei, weil die Partei des Königs fast immer gewinne. Diese Vermutung konnten die Tester widerlegen. Die Auswertung von im Internet gespielten Partien ergebe, dass Schwarz nur für Anfänger schwierig zu spielen sei. Mit steigender Spielerfahrung komme es zu ausgeglichenen Ergebnissen für beide Parteien.
Dennoch gibt es Versuche, die Regeln zu verändern. Typische Änderungen sind etwa, dass der König über die Ecken fliehen muss oder dass es reicht, den König von zwei Seiten zu umstellen, um ihn gefangen zu nehmen. Die veränderten Regeln gehen auf einen Rekonstruktionsversuch aus den 1960er Jahren an der Universität Stockholm zurück.

## Grundaufstellung verschiedener Tafl-Spiele

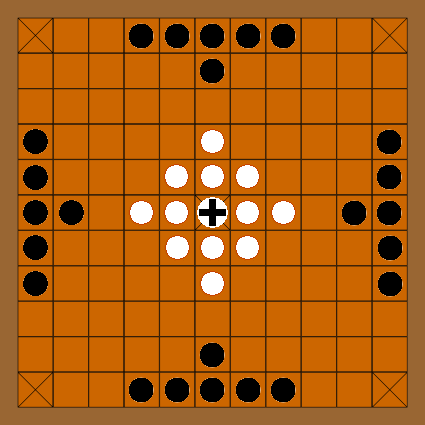
Hnefatafl
Alea Evangelii
Tawlbwrdd
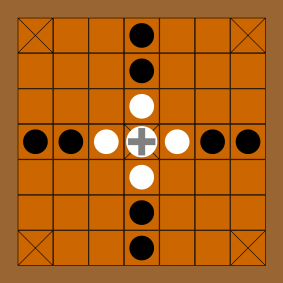
Brandubh
Ard Ri
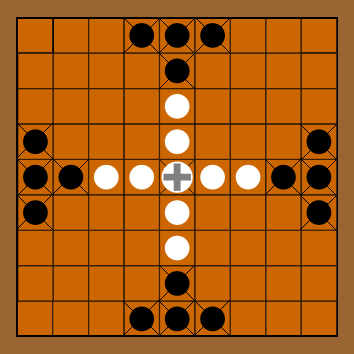
Tablut

## Hnefatafl im Film
- The Last Kingdom: In Staffel 2, Episode 4 spielt König Alfred mit seiner Tochter Hnefatafl.
- Vikings: In Staffel 4, Episode 4 spielt König Harald "Schönhaar" mit Ragnar Lothbroks Söhnen Ubbe und Hvitserk Hnefatafl.